# Ніколаєвка (Локтівський район)
Нікола́євка (рос. Николаевка) — село у складі Локтівського району Алтайського краю, Росія. Адміністративний центр та єдиний населений пункт Ніколаєвської сільської ради.

## Населення
Населення — 598 осіб (2010; 641 у 2002).
Національний склад (станом на 2002 рік):
- росіяни — 92 %